# 浸信會呂明才中學
浸信會呂明才中學（英語：Baptist Lui Ming Choi Secondary School，簡稱「呂中」或 「BLMCSS」）是一所基督教政府資助男女文法中學，位於香港新界沙田源禾路11號，因沙田新市鎮發展計劃而於1978年由香港浸信會聯會創辦，屬區內早期的學校之一，提供由中學一年級至中學六年級（初中、高中）的中等學位，以英文為主要的教學語言，（中國歷史、中國語文、通識教育、中國文學、公民教育、體育、宗教教育科則以中文粵語授課；另初中設有普通話課）。該校因呂明才基金會捐助創校經費得以有成，故命名浸信會呂明才中學。現任校長為温家傑先生。呂中女籃十分優秀。

## 學校設施

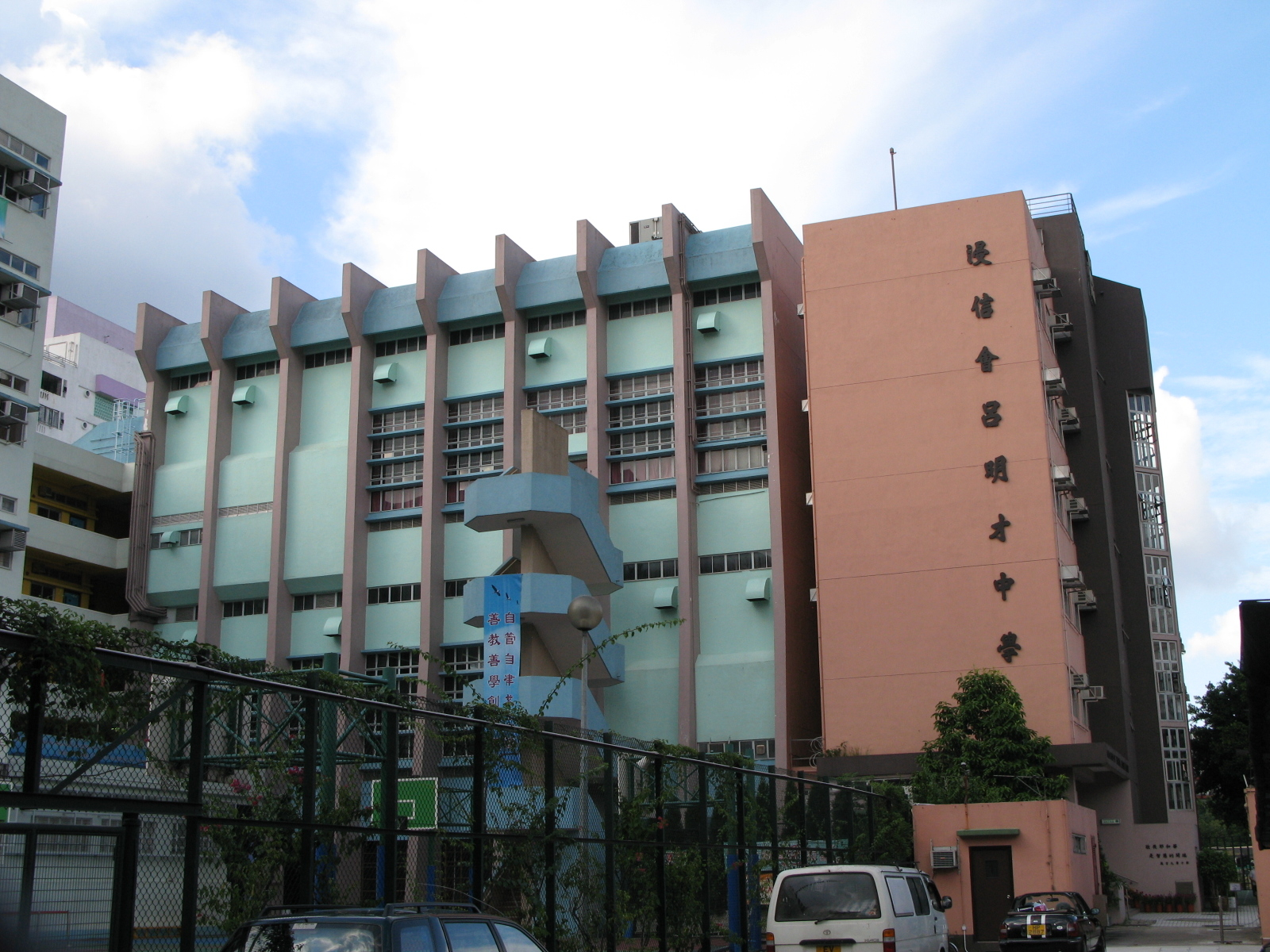
浸信會呂明才中學位於沙田的校舍（2007年8月），圖右方可見1997年1999年期間加建部分，前面是停車場（現時新翼的位置），禮堂上半部份屬於該校，下半部份屬於鄰校

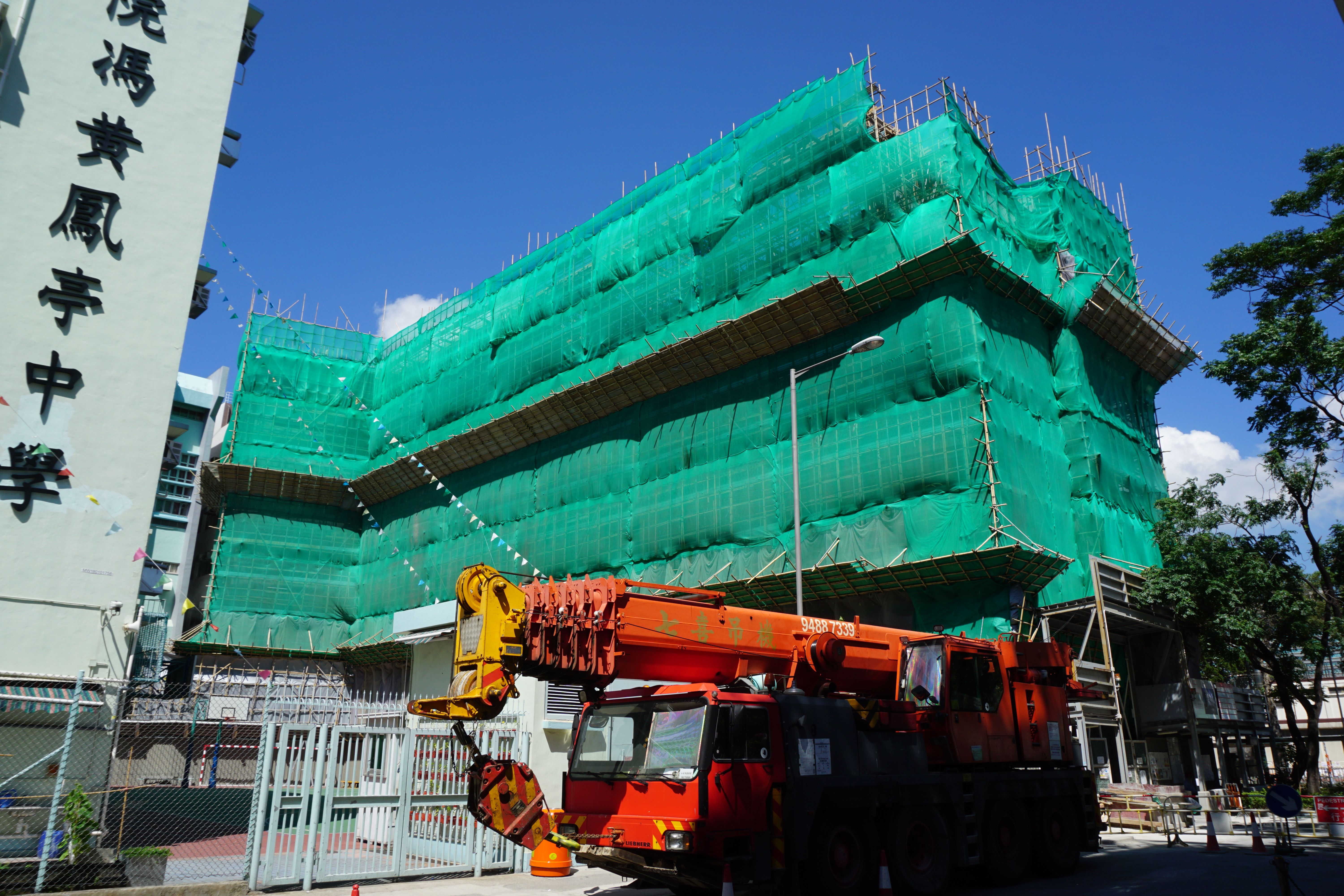
興建中之浸信會呂明才中學呂郭碧鳳教學樓（2018年5月）

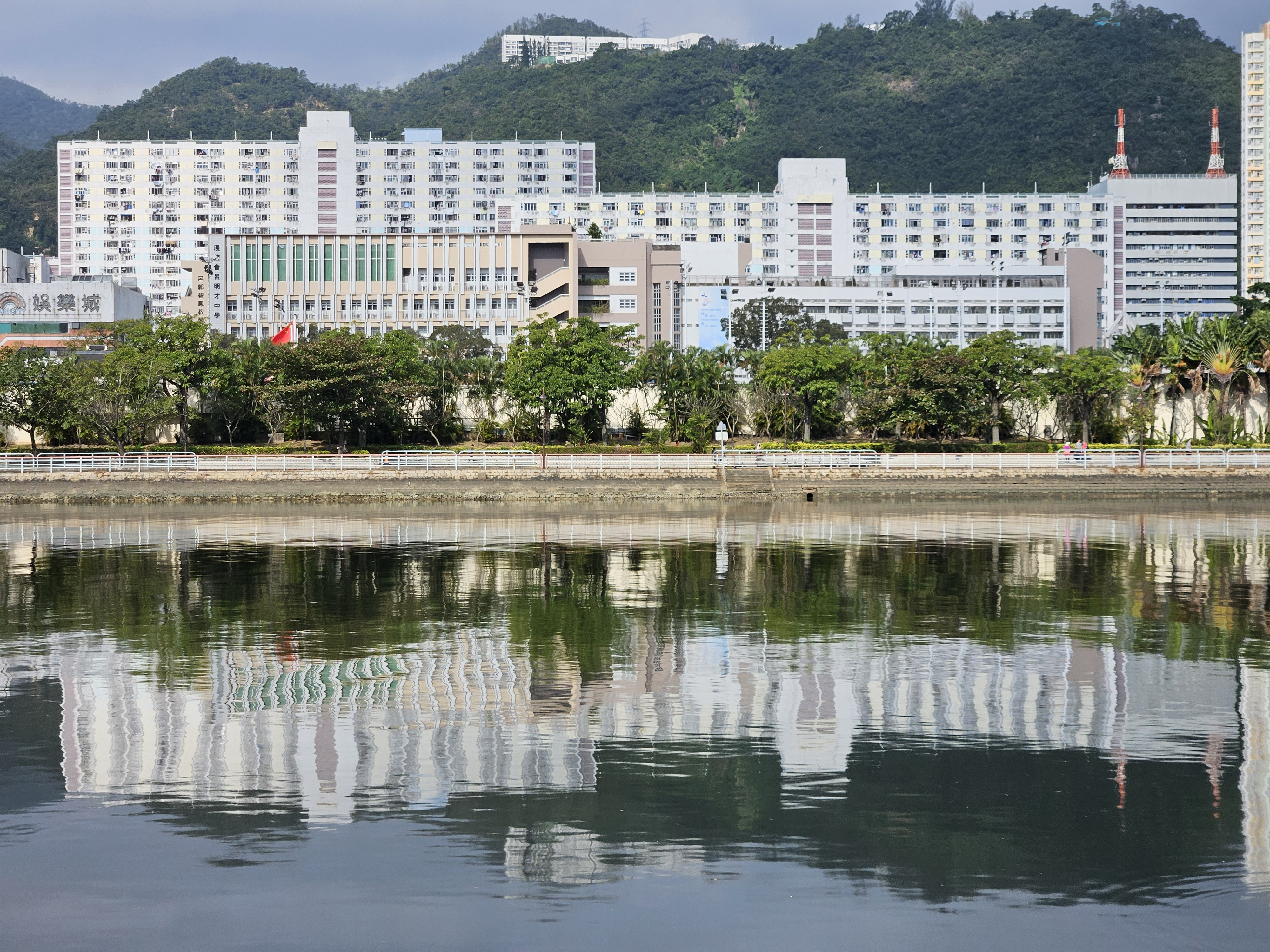
遠眺浸信會呂明才中學呂郭碧鳳教學樓（2023年12月）

此校為一座連環型校舍，2019年擴建新翼教學大樓後，共有課室33個，小組教室3個及特別室11個 （戲劇室、家政室、設計與科技室／創客教室、視藝室、電腦室、音樂室、地理室、化學科實驗室、物理科實驗室、生物科實驗室、科學科實驗室各1個）。另設圖書館1個、小食部1個、籃球場1個、排球場1個、天台花園1個、天台操場1個、雨天操場1個、演藝廳 （可容納200人） 1個及禮堂 （可容納600人） 1個。學校各課室及特別室均設有空氣調節，全校無線網絡完備。
此校曾於2006年參與中學校舍分配，並競投位於大圍名城的30班千禧中學校舍，但最後由區內另一所英文中學投得，故此校繼續在現址辦學。2007年申請原址加建教學大樓，2015年2月27日獲得立法會財委會通過有關申請，工程於2015年12月28日正式動工，至2019年2月竣工，同年5月正式使用。建築樓面面積約為3 372 平方米，樓高24米。新翼大樓命名為「呂郭碧鳳教學樓」，當中設施包括：課室８個、演藝廳1個、小組教室3個、地理室1個、教員室3個、天台操場1個、天台花園1個、會議室1個及停車場。
學校於2014年啟動校園優化工程計劃，為期十年，分兩個階段進行；旨在為廿一世紀學與教作好硬件上的準備。
- 第一階段（2014/15-2018/19）新翼大樓於2019年落成，於2019年4月30日進行開幕儀式，並在2019年9月正式啟用；另外，重髹舊翼，更新舊翼課室及教員室的設施，以配合新擴建大樓各項設置。第一階段完成項目包括演藝廳、創客教室、天台花園重置、圖書館擴建、教員休息室等等。
- 第二階段（2019/20-2023/24）為特別室及全校公共空間作優化及改建工程，計劃包括優化一樓平台等公共空間、優化側廊及單車停泊區、增設箭藝場、增設校史室等。

## 教育願景
該校以 「學習社群、創建未來、僕人領袖、走在前沿」 作為教育願景，希望以基督化全人教育培養未來社會的僕人式領袖，並期望在校締造「呂中情」，學生以「呂中人」身份為榮。

### 校訓及校徽
該校校訓為「明道致知」，校徽標示着校訓，藉以勉勵師生勤愓踐行。

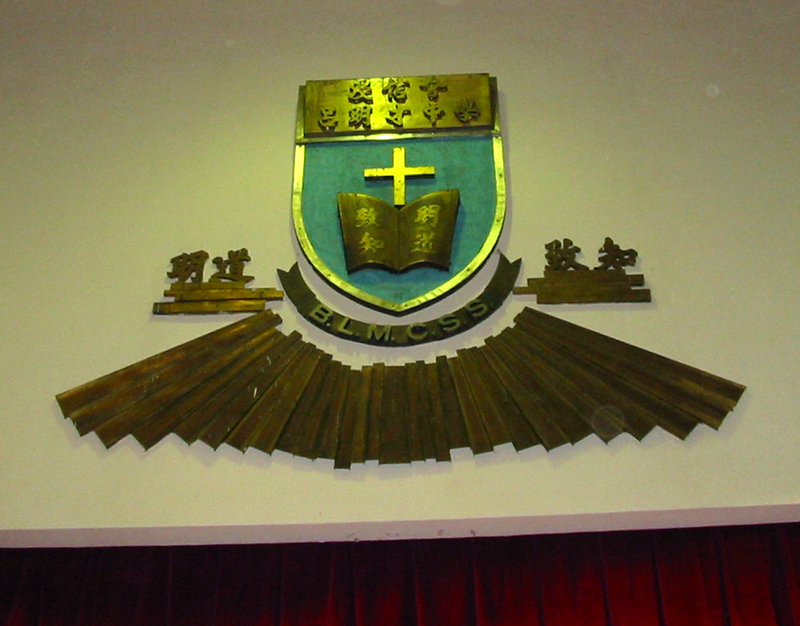
位於該校禮堂內的校徽，校徽刻有校訓和學校名字，下方有光環圍繞。

### 教育信念和價值觀
2W
- Whole-Person Development  全人發展
- Whole School Approach  全校參與

### 四足鼎立
該校以教務、輔導訓育、福音及活動四足鼎立，建構關注全人發展的教育，並以輔導訓育互相結合，同時著重集體的紀律安頓和個人的成長輔導。

## 校政管理
歷任校監
- 1978-1979  林思顯博士
- 1979-1980  余啟瑞先生
- 1980-1992  鄭旭寧先生
- 1992-2007  何鏡煒博士
- 2007-現在  張志儉博士

歷任校長
- 1978-1992  陳建熊先生
- 1992-2012  鄭祖澤先生[2]
- 2012-現在   溫家傑先生

歷任副校長
- 黃啟康先生
- 劉漢棠先生
- 林植強先生
- 楊國堅先生
- 李劍楓先生
- 何孝禮先生
- 郭賢偉先生
- 顏紹熙先生

## 班級組織
該校中一至三級有五班，每班約29至33人，中四至六級有六班，每班約24至28人。現時該校高中設114個學科組合供選擇。

### 學生會
該校的學生會每年約在9月進行新一屆的學生會內閣選舉。該會採內閣制形式，每年九月上旬由同學組閣參選。經全體同學一人一票選出新閣擔任該學年學生會工作。學生會分由閣員組成之幹事會及各班班代表組成之代表會組成。學生會會長為該校校長，以幹事會主席為行政首長，設有副主席協助主席處理各項事務。此外，幹事會內設有財政、文書、活動部、福利部、學術部、出版部、外務部及創作部的單位，每部均設正副主席，連同幹事會正副主席合共約十六名幹事。

### 歷任幹事會
2010-11 年度共六個內閣參選，只有兩個尚有記錄。
2011-12 年度共有至少兩個內閣參選，只有一個尚有記錄。
候選內閣後括弧內之數字為所得票數。
| 屆次/任期      | 候選內閣                                                                | 當選幹事會 |
| 28屆 (2010-11) | Unik / Synergy                                                          | Unik       |
| 29屆 (2011-12) | Sparks / ?                                                              | Sparks     |
| 30屆 (2012-13) | Tetris / Orion (308) / NEWcleus                                         | Tetris     |
| 31屆 (2013-14) | Dynamite (128) / Lever (150) / Matches (221) / Delta (240)              | Delta      |
| 32屆 (2014-15) | Ignite (信任330 - 不信任227)                                            | Ignite     |
| 33屆 (2015-16) | Kryptonite / Nova / Rubik                                               | Nova       |
| 34屆 (2016-17) | Orbit (254) / Chronicles (329)                                          | Chronicles |
| 35屆 (2017-18) | Polaris（首輪信任250 - 不信任343，補選信任358 - 不信任151）             | Polaris    |
| 36屆 (2018-19) | Blaze (264) / Dynamics / Meraki                                         | Blaze      |
| 37屆 (2019-20) | Solasta (397) / Camellia (228)                                          | Solasta    |
| 38屆 (2020-21) | Atlas (信任378 - 不信任67)                                              | Atlas      |
| 39屆 (2021-22) | Elpis (420) / Nexus (190)                                               | Elpis      |
| 40屆 (2022-23) | Clarus (233) / Artemis (259)                                            | Artemis    |
| 41屆 (2023-24) | Aquila (117) / Orenda (390)                                             | Orenda     |
| 42屆 (2024-25) | Elysian (首輪317/次輪365) / Eunomia (首輪125) / Lyrid (首輪191/次輪217) | Elysian    |

### 學生交流
該校每年都會有至少一位交流生來校逗留一年，以加強學生的英文溝通水平和國際社交圈子。學生主要來自歐洲國家。

## 學術成績
推行三三四學制之前，該校於香港中學會考中，該每年都出產6A以上尖子。近年來，該校學生於香港中學文憑考試表現理想。

## 校慶

### 25週年銀禧校慶
該校25週年銀禧於2003年舉行，以 「跨世紀   學行競高峰   渡銀禧   恩情溢呂中」 作標語，並出版校慶紀念特刊《銀影集》及製作銀禧音樂劇。

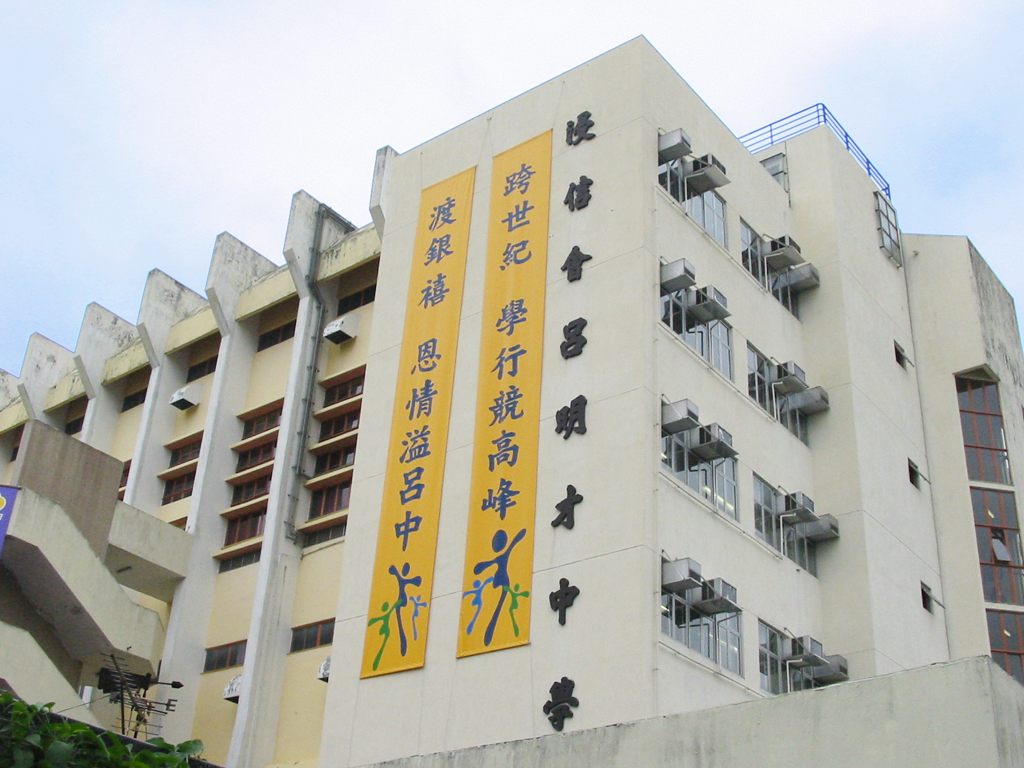
該校25週年銀禧以 「跨世紀 學行競高峰 渡銀禧 恩情溢呂中」 作標語。

### 35週年校慶
該校35週年校慶於2013年舉行，以 「呂中創立   只因有夢   呂中有夢   只因有祢」 作標語，並舉辦一連串慶祝活動，包括：新春慈善嘉年華會、35週年校慶感恩崇拜、校慶音樂劇「呂途」及吉祥物(夢「呂」飛)設計，以及出版校慶紀念特刊《呂途》。

### 40週年校慶
該校40週年慶祝活動由2018年開始，「明道。臻善。敢新」為主題。該校已於2017年11月4日晚假富臨皇宮酒樓舉行四十周年校慶晚宴，同時舉行校友加冕禮。在2018年12月20日舉行了40週年校慶步行籌款為擴建舊翼 圖書館籌款。另外，於2019年7月份設校慶英語音樂劇 Pursuit of Happiness，以「追尋幸福」為主題。
45週年校慶
該校於2023年慶祝45週年校慶，以「明道澤千心  致知夢青雲」(Strive with Faith, Thrive with Glory)為主題。重點活動包括於2023年3月舉行之步行籌款、3月31日至4月1日舉行之開放日、7月10日至11日舉行之英語音樂劇「Show Choir! The Musical」，以及11月4日舉行之「愛 ▪ 回家」晚宴。

## 級社組織
| - 1978-1983 明道 - 1979-1984 仁 - 1980-1985 煒 - 1981-1986 暉 - 1982-1987 傑 - 1983-1988 熹 - 1984-1989 智 - 1985-1990 信 - 1986-1991 煜 - 1987-1992 昆 - 1988-1993 俊 | - 1989-1994 煦 - 1990-1995 昕 - 1991-1996 倬 - 1992-1997 燁 - 1993-1998 溢 - 1994-1999 英 - 1995-2000 愷 - 1996-2001 泓 - 1997-2002 藝 - 1998-2003 恒 - 1999-2004 清 | - 2000-2005 芊 - 2001-2006 志 - 2002-2007 深 - 2003-2008 萃 - 2004-2009 懿 - 2005-2010 永 - 2006-2012 菁 - 2007-2013 情 - 2008-2014 銘 - 2009-2015 純 - 2010-2016 樂 | - 2011-2017 鍛 - 2012-2018 繫 - 2013-2019 榮 - 2014-2020 銳 - 2015-2021 綽 - 2016-2022 柱 - 2017-2023 鎧 - 2018-2024 縴 - 2019-2025 柏 - 2020-2026 鋒 - 2021-2027 緣 | - 2022-2028 格 - 2023-2029 義 |

## 香港傑出學生選舉
直至2018年(第33屆)，在香港傑出學生選舉共出產1名傑出學生。

## 傑出校友
商界
- 鄭敏怡：星群的士(無障礙的士) 創辦人
- 許家維：LALAMOVE聯合創辦人
- 簡振哲：醫療系統公司設計總監．推出全球首創的雙旋轉中心設計的「血管造影系統」，系統能靈活配合各項手術要求，體積輕巧，團隊最終憑作品獲iF及紅點產品設計（Red Dot Award：Product Design）等共七項設計大獎。獲選中國設計業十大傑出青年。
- 陸宇軒、李冠昕：Maskology聯合創辦人。

政府及社會服務
- 方毅：食物及衞生局副秘書長
- 譚卓姿：政策創新與統籌辦事處助理總監
- 蔡明都：青年事務委員會青年發展基金工作小組增選委員及社會企業諮詢委員會委員、畢馬威會計師事務所創業學院總監。
- 郭永健：現任工黨主席、左翼21召集人。曾任大埔區議員、工黨副秘書長、秘書長。
- 黃明慧：本港首位失明心理治療師，麵包創立社企「codekey cookies」創辦人。[5]
- 陳靜穎：黑暗中對話（中國）總培訓師。
- 伍展邦：知名香港律師。

演藝、傳媒與文化
- 劉佩玥：2013年度香港小姐競選季軍得主、無綫電視藝員、作家
- 陳安立：殉身保釣成員陳毓祥之子、now觀星台102觀星總部主持、ViuTV藝人暨歌手
- 范巧茹：前無綫新聞財經主播
- 黃麗幗：前無綫新聞記者暨主播
- 急急子：商業電台叱咤903唱片騎師
- 李家昕：香港有線電視體育節目主持人
- 潘迪：香港電視廣播有限公司著名童星，藝名菠蘿包
- 伍卓賢：自由音樂人，2012年度香港藝術發展局頒贈年度最佳藝術家獎，2009年度《石堅》獲香港作曲家及作詞家協會頒發08-09「CASH金帆音樂獎 - 最佳正統音樂作品」
- 黃思遠：第18屆亞洲蕭邦國際鋼琴大賽公開組金獎、最高組別專業組金獎及亞洲青少年音樂比賽公開組第一名[6]。
- 李丞責：著名堪輿學家
- 胡信希（小龜）：香港流行龐克樂隊ToNick成員[註 1]
- 林海怡：熱血時報主播
- Michael C：唱作歌手，2020年出道，Sony平原習作第三代成員
- 月巴氏：香港專欄作家、影評人，及漫畫家。
- 馮皓揚：憑《媽媽的神奇小子》於第40屆《香港電影金像奬》奪得「最佳男配角」。
- 阿果：專題記者、文化評論人、作家，《Wave. 流行文化誌》共同創辦人。

體育
- 孫嘉兒：前香港游泳代表隊成員，2005年東亞運動會五十米蛙泳銅牌、亞洲室內運動會女子五十米蛙泳金牌及女子一百米蛙泳銀牌，前香港女子五十米蛙泳紀錄保持者。
- 潘樂恩：香港羽毛球代表隊成員，曾於2012年倫敦奧運與拍檔謝影雪出戰女雙比賽。
- 陳祉嘉：香港羽毛球代表隊成員，曾獲2009年東亞運動會羽毛球女子團體銅牌。
- 陳獻略：香港首位進軍海外職業聯賽的排球運動員[7]。
- 黃浩然：2022年港超球隊「香港U23」隊長 。

教育
- 謝堅文：香港大學工程學院電機電子工程系教授及生物醫學工程課程總監。[8]。
- 徐力恆：香港區羅德獎學金得主，歷史學者。牛津大學博士，香港城市大學中文及歷史學系助理教授。[9]
- 高加信：香港浸會大學中醫藥學院教學科研部副教授。
- 鄭樹基：香港理工大學康復治療科學系教授及副系主任。
- 尹振英：香港中文大學市場學系 / 酒店及旅遊管理學院副教授；酒店、旅遊及不動產研究中心主任。
- 黃競妍：新加坡南洋理工大學南洋商學院高級講師。
- 黃偉佳：香港中文大學生物醫學院助理講師。
- 伍凱怡：香港中文大學醫學院耳鼻咽喉—頭頸外科學系助理教授兼聽力學科主管、人類傳意科學研究所助理所長、聽力學與聽覺科學專業文憑課程總監。
- 劉創馥：香港中文大學哲學系教授及研究學部主任。
- 郭曉暉：香港大學法學副教授、副院長（學術事務）、亞洲國際金融法研究院副總監和法律與科技研究中心的教授研究員。
- 蔡沛彤：香港中文大學理學院數學系助理教授。
- 張倩斯（Cecilia Cheung）：Associate Professor, Department of Psychology, University of California Riverside, US。
- 李小娟：迦密梁省德學校校長。榮獲 「啟發潛能教育」傑出教師獎。[10]
- 連鎮邦：現為香港青年協會李兆基書院校長，香港中學校長會主席。曾任五育中學校長、沙田及西貢區中學分會及執行委員會主席。香港學界體育聯會理事會主席。
- 嚴基柱：現為馬鞍山崇真中學校長。

## 事件
2024年2月24日早上，警方接報一名49歲校務處男職員由4樓墮樓至花槽位置，救援人員到場後發現事主已經昏迷，送往威爾斯親王醫院搶救後不治。警方在現場檢獲遺書，據悉他患腦癌。